# Astragalus khasianus
Astragalus khasianus es una especie de planta del género Astragalus, de la familia de las leguminosas, orden Fabales.

## Distribución
Astragalus khasianus se distribuye por China, Tíbet, Bután, Birmania e India.

## Taxonomía
Fue descrita científicamente por Benth. ex Bunge. Fue publicada en Mém. Acad. Imp. Sci. Saint Pétersbourg, Sér. 7, 11(16): 27 (1868).